# Katie Ledecky
Kathleen Genevieve „Katie” Ledecky (Washington, Amerikai Egyesült Államok, 1997. március 17. –) amerikai gyorsúszó, kilencszeres olimpiai és 18-szoros világbajnok, világcsúcstartó. Jelenleg ő tartja a világrekordot a 400, 800 és 1500 méteres gyorsúszás hosszúpályás versenyszámaiban.

## Élete és pályafutása
Katie Ledecky 1997. március 17-én született Washington városában David Ledecky és Mary Gen Hagan gyermekeként. Apai nagyapja 1947-ben vándorolt ki Csehszlovákiából az Amerikai Egyesült Államokba. Ledecky hatéves korában kezdett el úszni idősebb testvére, Michael hatására.
A londoni 2012. évi nyári olimpiai játékokon – 15 évesen – 8:14,63-as időeredménnyel az első helyen végzett a 800 méteres gyorsúszás döntőjében. A Barcelonában megrendezett 2013-as úszó-világbajnokságon három egyéni versenyszámban – a 400, a 800 és az 1500 méteres gyorsúszásban – is aranyérmet szerzett, emellett tagja volt a szintén aranyérmes amerikai 4 × 200 méteres gyorsváltónak is.
A Nemzetközi Úszószövetség (FINA) Ledeckyt választotta meg a 2013-as év úszónőjének.